# Esanitrodifenilamina

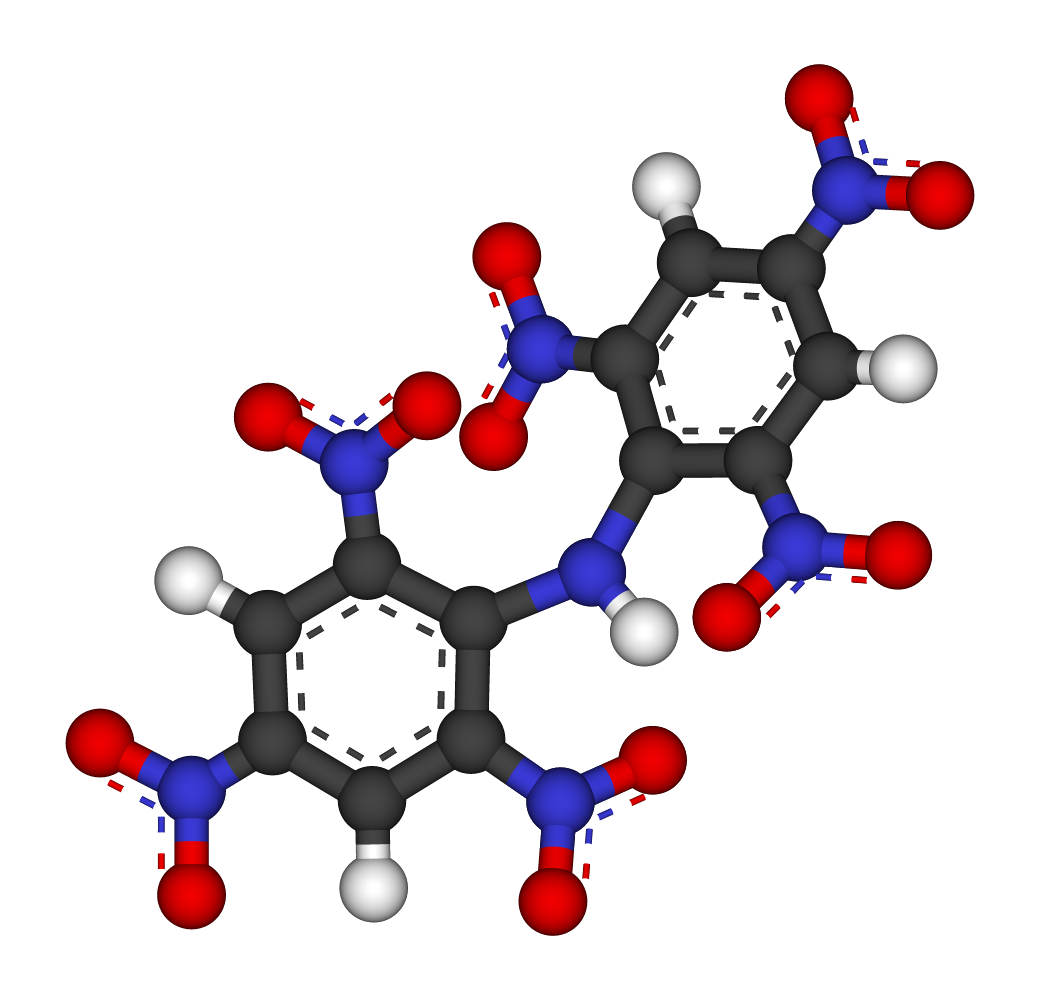
Struttura chimica dell'esanitrodifenilamina

L'esanitrodifenilamina, conosciuta in chimica anche come esogene è un potente esplosivo che è stato usato soprattutto in ambito militare nella seconda guerra mondiale, ormai sostituito da esplosivi più potenti, maneggevoli e di più facile realizzo.

## Storia
L'esanitrodifenilamina commercialmente conosciuta con il nome di Esogene, è stata scoperta per caso nel 1850. Molti anni dopo la sua scoperta questo potente esplosivo venne a essere utilizzato dai tedeschi in ambito militare soprattutto per la costruzione di bombe aeree miscelato con il TNT; tale composto veniva chiamato HEXANITE.
L'esogene ha una velocità di detonazione di circa 7 600 m/s e un fattore di esplosività di 1,3.

## Sintesi
La sintesi dell'esanitrodifenilamina avviene in tre stadi: la dinitrodifenilamina, la tetranitrodifenilamina e infine l'esanitrodifenilamina. Essa viene prodotta per nitrazione della dipicrilamina per azione di acido nitrico al 55-60% in presenza di catalizzatori come il carbonato sodico purissimo.